# Кельдибекова, Елена Владимировна
Елена Владимировна Кельдибекова (исп. Elena Keldibekova, род. 23 июня 1974 года, Алма-Ата, Казахская ССР, СССР) — перуанская, ранее казахстанская волейболистка. Известна по выступлениям за сборную Перу, в составе которой становилась неоднократным призёром чемпионатов Южной Америки. Участница Олимпийских игр 2000 года в Сиднее.

## Карьера

### Клубная карьера
Елена родилась в Алма-Ате, в 14 лет стала заниматься в волейбольной секции, куда её привёл отец. В те годы женский волейбол был весьма популярен в Алма-Ате, а местный клуб АДК, за который в дальнейшем выступала Елена, был одним из лидеров чемпионата СССР, и регулярно делегировал в состав сборной СССР своих представительниц, две из которых стали олимпийскими чемпионками 1988 года, где в финале обыграли сборную Перу.
В начале 1990-х годов, когда Елена уже выступала за АДК в чемпионате Казахстана, была практика, что в перерыве чемпионата, волейболистки играли за клубы из других стран. Девятнадцатилетняя Елена, и ещё несколько волейболисток АДК отправились на три месяца в Перу в клуб «Регатас Лима».
Женский волейбольный клуб «Регатас Лима», за который Елена впоследствии выступала почти 15 лет, является частью одноимённого спортивного общества, основанного в 1875 году. Главные его направления гребля, парусный спорт и различные виды водного спорта. Помимо этих дисциплин, команды «Регатас Лима» являются местными грандами в мужском баскетболе и женском волейболе. В 1994 году женский волейбольный клуб «Регатас Лима», что бы не покинуть высшую лигу пошёл на экстренные меры, и привлёк в свой состав сразу семь девушек из Казахстана. Две из них — Елена Кельдибекова и Наталья Романова приняли решение остаться в клубе на постоянной основе, вышли замуж за перуанских спортсменов, получили гражданство, и в дальнейшем выступали за национальную сборную Перу.
В 1994 «Регатас Лима» сохранил прописку в высшей лиге, и затем Елена в составе клуба дважды стала чемпионкой Перу в сезоне 1996/97 и в сезоне 2003/04. После этого Кельдибекова два года выступала в чемпионате Германии за «Фишбек» из Гамбурга. В 2006 году вернулась в Перу, где снова выступала за «Регатас Лима», стала чемпионкой Перу в сезоне 2006/07. В 2010 году Елена отправилась выступать за «Локомотив» в чемпионате Азербайджана. В 2012 году играла за итальянскую команду «Тайм Воллей Маттера» в Серии А2. После вернулась в «Регатас Лима», где завершила карьеру и приступила к тренерской деятельности.
| Клуб                | Годы      |
| ------------------- | --------- |
| / АДК Алма-Ата      | 1988—1994 |
| Регатас Лима        | 1994—2004 |
| Фишбек Гамбург      | 2004—2006 |
| Регатас Лима        | 2006—2010 |
| Локомотив Баку      | 2010—2011 |
| Тайм Воллей Маттера | 2012      |
| Регатас Лима        | 2012—2013 |

### В сборной Перу
С начала 2000 года Елена Кельдибекова привлекалась к играм за национальную сборную Перу. Была участницей Олимпийских игр 2000-го года в Сиднее, где на волейбольном турнире команда разделила со сборной Кении последние 11-12 места. Елена была в составе сборной на Чемпионатах Южной Америки, где команда занимала призовые места. Трижды Елена Кельдибекова была признана лучшей связующей на турнире Панамериканского Кубка в 2010, 2011 и 2012 годах. Была участницей двух чемпионатов мира 2006 и 2010. В 2011 году Елена, в отсутствие травмированной Патрисии Сото, была капитаном сборной на двух турнирах — Мировом Гран-при в Макао и на домашнем чемпионате Южной Америки, проходившем в Перу.

## Достижения
Клубные
- Чемпионка Перу (3): 1996/97[3], 2003/04, 2006/07,

В сборной
- Победительница Боливарианских игр: 2005
- Серебряный призёр чемпионата Южной Америки: 2005
- Бронзовый призёр чемпионата Южной Америки (3): 2003, 2009, 2011
- Серебряный призёр Панамериканского Кубка: 2010

Индивидуальные
- Лучшая связующая Панамериканского Кубка (3): 2010, 2011, 2012
- Лучшая связующая Монтрё Волей Мастерс: 2011
- Лучшая связующая Чемпионата Южной Америки: 2011
- Лучшая связующая «Финала четырёх»: 2010
- Лучшая на подаче «Финала четырёх»: 2010
- В числе 20 лучших игроков Чемпионата мира по волейболу среди женщин 2010[6]

## Семья
Елена вышла замуж за перуанского волейболиста и тренера Джонни Вестрайхера (Johnny Westreicher). Он работал с командами «Регатас Лима», был вторым тренером в гамбургском «Фишбеке» и главным тренером мужской молодёжной сборной Перу. У них есть сын Ян (Jan), родившийся в 1996 году. Ян занимался волейболом и баскетболом, позже перешёл в легкую атлетику, где стал специализироваться на прыжках в высоту, в этой дисциплине стал чемпионом Южной Америки среди юношей, выступал за легкоатлетическую сборную Перу на международных соревнованиях. Родители и сестра Елены живут в Казахстане.